# Dr. Horrible's Sing-Along Blog
Dr. Horrible's Sing-Along Blog es un cortometraje musical estadounidense de tragicomedia estrenado en 2008 y producido exclusivamente para su distribución por Internet. Cuenta la historia del Dr. Horrible, un aspirante a supervillano, el Capitán Hammer, su némesis, y Penny, el interés romántico de ambos.
La película fue escrita por los guionistas y directores Joss Whedon, Zack Whedon, Jed Whedon y Maurissa Tancharoen. El equipo de redacción escribió la música durante la huelga de guionistas de 2007 y 2008. La idea era crear algo pequeño y barato, que sin embargo fuera hecho profesionalmente, de manera que se eludieran las cuestiones que se estaban protestando durante la huelga. El 31 de octubre de 2008, la revista Time la nombró número 15 en el Time's Top 50 inventos de 2008. También ganó el People's Choice Award por "Favorite Online Sensation", y el Premio Hugo por Mejor Presentación Dramática, Formato Breve en 2009. En la inauguración de 2009 de los Premios Streamy para la televisión por la web, el cortometraje ganó siete premios: Premio del Público a la Mejor Serie Web, Mejor Dirección de una Serie de Comedia Web, Mejor Guion de una Serie de Comedia Web, Mejor Actor en serie de Comedia Web (para Neil Patrick Harris), Mejor Montaje, Mejor Fotografía y Mejor Música Original. También ganó en 2009 un premio Primetime Emmy en la Clase Especial Pendiente - Programa de Entretenimiento de Acción Real de Formato Corto.

## Resumen de la trama
Dr. Horrible's Sing-Along Blog consta de tres actos de aproximadamente 14 minutos cada uno. Primero fueron lanzados en internet como episodios individuales, con intervalos de dos días entre cada lanzamiento.

### Primer acto
Dr. Horrible está filmando una entrada para su video blog, dando información sobre sus planes y respondiendo a los correos electrónicos de sus distintos espectadores, hasta que uno le pregunta quién es "ella" que se menciona a menudo y si ella sabe quién es él; entonces empieza a cantar una canción acerca de Penny, la chica que le gusta de la lavandería ("My Freeze Ray").
La canción es interrumpida por su amigo húmedo, que trae el correo con una carta de Caballo Loco, el líder de la Malvada liga de la maldad. La carta informa que su solicitud de entrada en la Liga será evaluada, y que estarán atentos a su siguiente crimen. ("Bad Horse Chorus").
Al día siguiente, Horrible se prepara para robar una caja de wonderflonium en su tiempo de parada del Freeze Ray instalando un dispositivo que le permite controlar la camioneta de mensajería por control remoto. Penny está en la misma calle ("Caring Hands"), y aparece para pedirle que firme una petición para convertir un edificio de la ciudad en un refugio para indigentes. Sin embargo, el mando a distancia requiere su atención, y parece poco interesado en ella y de su causa. Mientras Penny habla Horrible piensa que hacer, si robar el wonderflonium o hacer caso a la chica. Al final este opta por robarlo, diciéndose que "un hombre tiene que hacer lo que tiene que hacer" ("A Man's Gotta Do").
Cuando Horrible maneja el control remoto de la furgoneta, el capitán Hammer aparece y rompe el receptor del mando a distancia, haciendo que la camioneta vaya hacia Penny. Hammer la empuja fuera del camino (hacia una pila de basura) cuando Horrible recupera el control de la camioneta y la detiene, haciendo que parezca que el Capitán Hammer había detenido la furgoneta con sus propias manos. Los dos se enfrentan entre sí, pero Penny surge de entre la basura para darle las gracias a Hammer. Como Hammer y Penny hablan, Horrible escapa con el wonderflonium.

### Segundo acto
Dr. Horrible acecha a Penny y al Capitán Hammer en sus citas. En ellas canta horrible de la miseria de la condición humana, y Penny canta a la esperanza y la posibilidad de redención ("My Eyes"). Penny y Horrible, ella le conoce como Billy, su identidad de persona corriente, empiezan a hablar abiertamente como amigos.
En su blog, Horrible revela que su Freeze Ray se ha completado, y que planea usar al día siguiente. El siguiente post revela que ha fallado y que la policía de Los Ángeles y Hammer ven su blog y que estaban informados sobre él. A continuación, recibe una llamada telefónica de Caballo Loco y es reprendido, diciéndole que la única manera de ser incorporado ahora es cometer un asesinato ("Bad Horse Chorus (Reprise)"). Horrible está en conflicto y no puede decidir sobre una víctima, o incluso si quiere cometer un asesinato.
Mientras Billy habla con Penny en la lavandería, comen yogur helado ("Canción de Penny"). A medida que crecen más, Penny menciona que el capitán Hammer tiene previsto pasar por allí. Billy entra en pánico y trata de salir pero Hammer llega, le reconoce y le hace bromas pesadas sobre acostarse con Penny. Parece obvio que Hammer le importa no es realmente acerca de Penny, pero solo quiere acostarse con ella porque Horrible está enamorado de ella. Horrible decide matar a Hammer ("Brand New Day").

### Tercer acto
Los Ángeles está impresionado con la cruzada capitán Martillo para ayudar a las personas sin hogar y es considerado nuevo héroe de la ciudad; Penny reflexiona sobre su relación con el Capitán Hammer, esperando en la lavandería para compartir yogur congelado con un Billy ausente, y el Dr. Horrible entra en reclusión, mientras que construye un Rayo de la Muerte con el que podrá matar al capitán martillo (Hammer) de una vez por todas ("So They Say").
En la apertura del nuevo refugio para indigentes, en la que una estatua del Capitán Hammer se da a conocer, el Capitán Hammer comienza un discurso alabando a las personas sin hogar, pero que degenera en elogios egoísta, condescendiente de su propia excelencia y su relación con Penny ("Todo el mundo es un héroe"). Penny, avergonzada, trata de irse mientras la gente se une para cantar con Hammer, pero son interrumpidos por la aparición de Dr. Horrible, que utiliza su nuevo rayo y congela a Hammer. Dr. Horrible se burla de la gente sorprendida y declara que no puede reconocer el "deslizamiento" disfraz de Hammer, y pone de manifiesto una segunda pistola láser más letal: su completo Rayo de la Muerte ("Slipping").
Entonces cuando está listo para matar al Capitán Hammer duda, momento en que la congelación de Ray falla inesperadamente y El Rayo de la Muerte cae de las manos de Hammer. Sin embargo, como Hammer aprieta el gatillo, el Rayo de la Muerte falla, explotando en manos de Hammer, hiriéndole y haciéndole sentir dolor, al parecer por primera vez en su vida y huye llorando. Dr. Horrible se da cuenta de repente de que ha logrado vencer a su némesis, sin hacer daño a los transeúntes... excepto a Penny, que ha sido alcanzada por la explosión. Trágicamente, se muere en los brazos del Dr. Horrible, delirante asegurándole que el Capitán Hammer la va a salvar.
Dr. Horrible declara victoria irónico, con "el mundo que yo quería, a mis pies". En el período posterior, se anuncia el aumento de la infamia horrible y se convierte en miembro de la Liga, caminando en una fiesta en celebración de su inducción, a continuación, se pone un nuevo traje, y obtiene su asiento en la Liga. Se dirige a la cámara, diciendo: "Ahora la pesadilla es real", ahora que él está aquí "para que el mundo entero se incline de rodillas", que "no voy a sentir..." entonces aparece Billy, con aspecto triste y dice "...nada" ("Everything You Ever").

## Banda sonora

### Canciones
Primer acto
1. "Dr. Horrible Theme" ["Tema de Dr. Horrible"] - Instrumental
2. "My Freeze Ray" ["Mi Arma Congeladora"] — Dr. Horrible
3. "Bad Horse Chorus" ["El coro de Bad Horse (Mal Caballo)"] — Bad Horse Chorus
4. "Caring Hands" ["Manos simpáticas"] — Penny
5. "A Man's Gotta Do" ["Lo que ha de hacer un hombre"] — Dr. Horrible, Penny, Captain Hammer

Segundo acto
1. "Dr. Horrible Theme" - Instrumental
2. "My Eyes" ["Mis ojos"] — Dr. Horrible, Penny
3. "Bad Horse Chorus (Reprise)" — Bad Horse Chorus
4. "Penny's Song" ["La canción de Penny"] — Penny
5. "Brand New Day" ["Un nuevo día"] — Dr. Horrible

Tercer acto
1. "Dr. Horrible Theme" - Instrumental
2. "So They Say" ["Eso dicen"] — Movers, Captain Hammer groupies, Penny, Captain Hammer, news anchors, Dr. Horrible
3. "Everyone's a Hero" ["Cada uno es un Héroe"] — Captain Hammer, groupies
4. "Slipping" ["Decayendo"] — Dr. Horrible
5. "Everything You Ever/Finale" ["Todo lo que siempre/Finale"] — Dr. Horrible, groupies
6. "End Credits" — instrumental

## Reparto
- Neil Patrick Harris como Billy / Dr. Horrible: un aspirante a supervillano de la variedad científico loco con el lema, "Tengo un doctorado en Horribleness". Él desea convertirse en miembro de La Liga del Mal y hacer uso de sus inventos para hacerse cargo del mundo y lograr un cambio social para el mejoramiento de la humanidad, a quien ve como ignorantes a los problemas del mundo.
- Felicia Day como Penny: el interés amoroso del Dr. Horrible, a quien ve en la lavandería. Ella es idealista, generosa y voluntaria en un refugio para personas sin hogar. Su optimismo choca claramente con el cinismo de Billy y la misantropía y el narcisismo del Capitán Hammer.
- Simon Helberg como Moist: amigo del Dr. Horrible, que tiene la capacidad de empapar las cosas. Dr. Horrible lo llama "mi húmedo amigo del mal".
- Nathan Fillion como el Capitán Hammer: es un egocéntrico superhéroe que posee fuerza sobrehumana y es casi invulnerable; a pesar de ser un héroe es claramente el antagonista de la historia. Disfruta de acosar al Dr. Horrible, incluso cuando la situación no lo justifica.

## Premios y nominaciones
Premios ganados
2009 Hugo Awards 2009
- Mejor Presentación Dramática, Formato Corto

2009 People's Choice Awards
- Mejor fenómeno de internet

2009 Primetime Creative Arts Emmy Awards
- Clase Especial Pendiente - Programa de Entretenimiento de Acción Real de Formato Corto

Durante la transmisión de la ceremonia de 2009 Primetime Emmy Awards, el cual fue conducido por Harris, un discurso de los representantes de Ernst & Young fue "interrumpida" por un video de Harris como el Dr. Horrible y Nathan Fillion como el Capitán Hammer, con cameos de Felicia Day y Simón Helberg. 
Nominaciones
2008 Premios Constellation
- Mejor Interpretación Masculina en 2008 Ciencia Ficción, TV Movie, o Mini-Series - Neil Patrick Harris como el Dr. Horrible
- Best Science Fiction Film, TV Movie, o Mini-Serie de 2008.

## Secuela
El 15 de abril de 2009, Joss Whedon anunció que estaban trabajando en una secuela, que podía aparecer nuevamente como una web series, o como un largometraje. Un mes después, Nathan Fillion dijo que conocía el título de la secuela, pero que no estaba dispuesto a revelarlo en ese momento.
En una entrevista hecha por el New York Times a Joss Whedon en abril de 2011, el cineasta dijo: "Tenemos varias canciones casi terminadas y tenemos una estructura muy específica", y que las estrellas de Dr. Horrible han cantado las canciones en algunas reuniones informales.
En marzo de 2012, Joss Whedon dijo que él y aquellos escritores involucrados en Dr. Horrible probablemente ya estarían trabajando seriamente en el guion de la secuela durante el verano de 2012. En julio, Whedon anunció en la San Diego Comic-Con que la producción de Dr. Horrible 2 empezaría en primavera de 2013, y que ellos han estado trabajando en ello durante los últimos años.